# Annie-Claire de Habsburgo-Lorena
Annie-Claire Andree Christine Lacrambe (Pau, Francia, 15 de febrero de 1959) es una empresaria mexicana de origen francés, profesora y exfuncionaria. Desde 1998 es miembro de la casa de Habsburgo-Lorena por su matrimonio con Carlos Felipe de Austria.

## Biografía
Nació en Pau, Francia, el 15 de febrero de 1959, fue la primera hija del doctor Henri Lacrambe (1932-2013), médico general de las fuerzas armadas de Francia, caballero de la Legión de Honor y oficial de la Orden Nacional del Mérito, veterano de la guerra de Independencia de Argelia, y de Fanny Pruvost de Montrichard (1929-2020) tuvo un hermano menor nacido en 1960, el barítono francés Paul-Henri Lacrambe, fallecido en 2003.
Estudió administración en la Escuela Superior de Comercio de Pau, en su ciudad natal. Se mudó a México por cuestiones profesionales en la década de 1980, donde entre otros puestos se desempeñó como profesora en la Universidad Iberoamericana y subdirectora de la escuela de negocios de la Universidad Anáhuac, ambas en la Ciudad de México.
Fue Directora de proyectos logísticos internacionales e industriales, miembro del Consejo de Administración, vicepresidente y Secretaria General de la Cámara de Comercio e Industria Franco-Mexicana; Canciller de la asociación mexicana de la Orden de Malta en México y agregada comercial del Banco Nacional de Comercio Exterior (México) (Bancomext) en Montreal, Canadá. Actualmente acompaña a su esposo en distintos eventos representando a la familia Habsburgo, y como delegada en México de la Liga de Oración del Beato Carlos de Austria para la paz entre las Naciones.

## Matrimonio y descendencia
Se casó el 12 de mayo de 1998 en la Catedral de Sevilla, con Carlos Felipe de Austria, primer varón de la dinastía Habsburgo en nacer en América, hijo de Félix de Austria y Ana Eugenia de Arenberg. El matrimonio tiene uno hijo nacido en Canadá en el periodo en el que trabajaban en el Bancomext:
- Luis Damián Henri Maria Melchor Marcos de Aviano de Austria. (n. 23-09-1998).

## Órdenes y condecoraciones
- Dama de Honor y Devoción de la Soberana Orden de Malta.